# Уолс (тауншип, Миннесота)
Уолс (англ. Walls) — тауншип в округе Траверс, Миннесота, США. На 2000 год его население составило 81 человек.

## География
По данным Бюро переписи населения США площадь тауншипа составляет 94,1 км², из которых 93,5 км² занимает суша, а 0,6 км² — вода (0,61 %).

## Демография
По данным переписи населения 2000 года здесь находились 81 человек, 28 домохозяйств и 22 семьи. Плотность населения —  0,9 чел./км². На территории тауншипа расположено 32 постройки со средней плотностью 0,3 построек на один квадратный километр. Расовый состав населения: 100 % белых.
Из 28 домохозяйств в 39,3 % воспитывались дети до 18 лет, в 78,6 % проживали супружеские пары, в 3,6 % проживали незамужние женщины и в 17,9 % домохозяйств проживали несемейные люди. 10,7 % домохозяйств состояли из одного человека, при том 7,1 % из — одиноких пожилых людей старше 65 лет. Средний размер домохозяйства — 2,89, а семьи — 3,22 человека.
30,9 % населения — младше 18 лет, 7,4 % — в возрасте от 18 до 24 лет, 24,7 % — от 25 до 44, 19,8 % — от 45 до 64, и 17,3 % — старше 65 лет. Средний возраст — 40 лет. На каждые 100 женщин приходилось 92,9 мужчин. На каждые 100 женщин старше 18 приходилось 107,4 мужчин.
Средний годовой доход домохозяйства составлял 50 000 долларов, а средний годовой доход семьи —  50 000 долларов. Средний доход мужчин —  35 833  доллара, в то время как у женщин — 23 750. Доход на душу населения составил 16 820 долларов. За чертой бедности не находились ни одна семья и ни один человек.